# Scoloura phillipsi
Scoloura phillipsi är en kräftdjursart som beskrevs av Jürgen Sieg och Masahiro Dojiri 1991. Scoloura phillipsi ingår i släktet Scoloura, överfamiljen Paratanaoidea, ordningen tanaider, klassen storkräftor, fylumet leddjur och riket djur. Inga underarter finns listade i Catalogue of Life.